# 川崎ゆきお
川崎 ゆきお（かわさき ゆきお、1951年 - 2024年）は、兵庫県伊丹市出身（現在も在住）の漫画家、エッセイスト。本名、川崎行雄。

## 略歴
高校時代に雑誌『ガロ』で水木しげるの漫画と出会い、漫画家を志す。1968年から、屋我平勇・宇原泰年らとの肉筆漫画同人誌『もののけ』を主催する。
1971年に「うらぶれ夜風」で『ガロ』でデビュー。「ヘタウマ」ならぬ「ヘタヘタ」のあまりの絵の下手さに編集部内でも議論があったが、編集長の長井勝一の一存で掲載となった。『ガロ』と並行して、1976年より三流劇画御三家の一つ『漫画エロジェニカ』誌でも断続的に作品を発表。1980年より、ニューウェーブ漫画誌の一つである『マンガ奇想天外』にも作品を発表した。いしいひさいちやひさうちみちおと並ぶ在阪のニューウェーブ漫画家として、村上知彦の主宰する『漫金超』（1980年）にも参加している。1970年代後半の三流劇画ブームの時代から1980年代前半のニューウェーブの時代にかけて活躍した主要な漫画家の一人である。
処女単行本となる『猟奇王』が1979年にプレイガイドジャーナル社から刊行されて以降、大阪の情報誌『プレイガイドジャーナル』（『ぷがじゃ』）誌と関係が深く、プレイガイドジャーナル社/ATGの製作作品『ガキ帝国』（1981年）のアートワークも担当。
その後も、『ガロ』をはじめとした、様々なマイナー雑誌に漫画作品を発表。他の雑誌にもエッセイ、写真エッセイなども発表している。そのダウナーな独特の世界観で、カルト作家として評価されているが、商業的に成功した作品はない。
代表作は、30年以上にわたって描き継がれている「猟奇王」シリーズ。また、インターネットの黎明期から自身のサイトを保有しており、サイトでエッセイや小説、ロールプレイングゲーム『川崎ダンジョン』、漫画等を多数発表し、一部の作品はネット配信している。また、CGを使って漫画を描いたのも非常に早かった。ただし、絵の下手さは相変わらずである。2013年から、自作やエッセイをKindle化して販売中。
近年は、なかのしげる主催のインディーズ出版社「幻堂出版」から『川崎ゆきお幻堂不完全版全集』と称して、単行本未収録を含む多数の作品が刊行された。
2024年9月に逝去が報じられた。

## 著書

### 漫画
- 猟奇王 プレイガイドジャーナル社 1979.8
- 天地無用 プレイガイドジャーナル社 1980.11
- 活劇少女探偵 けいせい出版 1982.8
- 悪いやつほどよく走る 青林堂, 1982.12
- エディプスの怪人 けいせい出版 1982.12
- 猟奇王国 ファンタジー活劇ロマン  東京三世社 1984.4
- 二十面相の風景 けいせい出版 1984.8
- ライカ伝 上下 プレイガイドジャーナル社 1985.5
- 夢伝説 青林堂, 1986.8
- レトロ帝国の逆襲 河出書房新社, 1987.1
- 恐怖! 人食い猫 ドアの向こうに 立風書房, 1988.9
- 猟奇夢は夜ひらく(猟奇王大全) チャンネルゼロ, 1995.11
- 大阪は燃えているか(猟奇王大全) チャンネルゼロ, 1996.4
- 猟奇の証明(猟奇王大全) チャンネルゼロ, 1996.4
- 『Plus』VOL.1 川崎ゆきお原画展パンフレット, 恵文社, 1997.9
- 川崎ゆきお全集1-2 幻堂出版, 1999.11
  - 「川崎ゆきお初期作品集」「猟奇王対おんな猟奇人」、ビデオ「実録・猟奇男」
- 川崎ゆきお初期作品集2(川崎ゆきお全集3) 幻堂出版, 1999.12
- 川崎ゆきおほのぼの傑作選(川崎ゆきお全集4) 幻堂出版, 2000.3
- 川崎ゆきお初期作品集完結篇(川崎ゆきお全集5) 幻堂出版, 2000.4
- 便所バエ対猟奇王(川崎ゆきお全集別巻/猟奇王セレクト集1) 幻堂出版, 2000.8
- 恐怖! 人喰い猫(川崎ゆきお全集6) 幻堂出版, 2001.7
- 真・猟奇王大阪ダンジョン(川崎ゆきお全集7) 幻堂出版, 2002.7
- 秘蔵版・猟奇玉手箱 幻堂出版 2002.8
  - 「真・猟奇王／大阪ダンジョン」「復刻・ガリ版 猟奇の友」、ビデオ「幻活猟奇映画大全」、音楽CD「猟奇王のテーマ・他」、漫画CD「川崎ゆきお作品集」
- 2001年猟奇への旅 少年少女世界猟奇名作選 なかのしげる編 幻堂出版 2002.8
  - 猟奇王トリビュート本。根本敬・蛭子能収・太田忠司・呉智英・ひさうちみちお・逆柱いみり・鈴木漁生・森元暢之・藤本和也・南陀楼綾繁ほか執筆。
- 夢伝説 幻堂ヴァージョン(川崎ゆきお全集8) 幻堂出版, 2003.12

### 文章
- 大阪もののけ紀行 白水社, 1989.5
- 戯曲・猟奇王 川崎ゆきお原作・插し絵 北村想脚色 白水社, 1990.6
- 小説猟奇王 怪奇ロマン派怪人譚 希林館, 1998.4
- 猟奇娘 新実録猟奇娘オクトパスよ永遠に記念プログラム 面白空間幻堂, 2000.6

### CD
- 「探偵講談・猟奇王」川崎ゆきお原作 旭堂南湖口演 幻堂出版 2003